# Polisíndeton
El polisíndeton és un recurs literari consistent a utilitzar abundància de nexes entre les oracions per a donar al text un ritme àgil o repetir elements fonamentals. Els nexes acostumen a ser partícules de coordinació que juxtaposen paraules de manera similar a la llengua oral.
És l'oposat de l'asíndeton.